# Los Mogotes
Los Mogotes es una localidad del estado mexicano de Guerrero. Es parte del municipio de Coyuca de Benítez.

## Demografía
| Gráfica de evolución demográfica |
|                                  |

| Censo | Población |
| ----- | --------- |
| 1970  | 327       |
| 1980  | 258       |
| 1990  | 678       |
| 2000  | 1 213     |
| 2010  | 1 284     |
| 2020  | 1 506     |